# شامليبيرغ
شامليبيرغ (بالإنجليزية: Chammliberg)‏ هو أحد جبال سلسلة جبال الألب غلاروس وجزء من القمة الأم كلاردين يقع في كانتون أوري، سويسرا. يبلغ ارتفاع الجبل حوالي 3215 متر، بينما يبلغ ارتفاع نتوء الجبل 194 متر.